# Наньтунский метрополитен
Наньтунский метрополитен — система метро с 10 ноября 2022 года в городе Наньтун КНР.

## История
Обоснование необходимости строительства метро — 2011 год, схема метро опубликована в 2012 году, в 2014 году утверждён проект строительства.
Метрополитен открыт 10 ноября 2022 года, пуском линии 1, 39,2 км.
Тестовые испытания линии 2 начаты в 2023 году: в июне — без пассажиров, в декабре — с пассажирами. Пуск линии 2 в эксплуатацию произошёл 27 декабря 2023 года.

## Строительство
Постройка линии 1 начата в декабре 2017 года, линии 2 — в октябре 2018. Стоимость строительства линии 1 составила 27,2 млрд юаней.

## Характеристики
Парк линии 1 насчитывает 35 6-вагонных составов, произведённых компанией CRRC Nanjing Puzhen. Составы имеют длину 119м, их максимальная вместимость — 2132 пассажира, максимальная развиваемая скорость — 80 км/ч.

## Линии
- Первая линия/Красная — 28 станций, 39,2 км; эксплуатация начата 10 ноября 2022 года[1].
- Вторая линия/Синяя — 17 станций, 20,8 км; эксплуатация начата 27 декабря 2023 года[5].
- Третья линия — планируется[6].
- Четвёртая линия — планируется[6].